# 靖州 (北宋)
靖州，中国北宋设置的州。

靖州在湖南省的位置（1820年）

崇宁二年（1103年）以诚州改名，治所为渠阳县，属荆湖北路。辖境相当今湖南省靖州、会同、通道和贵州省天柱、锦屏、黎平等县地。南宋绍兴八年（1138年），改渠阳县为永平县并移为附郭县。元朝至元十三年（1276年）升为靖州路。至正二十五年（1265年），朱元璋改为靖州军民安抚司。明朝洪武元年（1368年），降为靖州。三年升为靖州府，九年改为靖州直隶州，以州治永平县省入。属湖广省。
清朝康熙三年（1664年）属湖南省。雍正以后，今贵州省部分改属贵州省，辖境缩小。1913年，全国废州，改为靖县。